# Martin Škaroupka
Martin "Marthus" Škaroupka (* 20. ledna 1981, Brno) je český metalový a rockový hudebník, bubeník a hráč na klávesové nástroje.

## Život
Martin byl už od mala vychováván k lásce k hudbě. V šesti letech začal navštěvovat lekce zpěvu a hry na piano v jedné z brněnských LŠU. Později začal navštěvovat soukromé lekce hry na bicí u pana profesora Cupáka, člena Janáčkovy opery v Brně. V patnácti letech započal studium na Hudební konzervatoři Leoše Janáčka v Brně, kde studoval hru na bicí nástroje a piano. V roce 1997 založil dark metalovou skupinu Inner Fear, která je aktivní i v současnosti a kde má Martin na starosti veškeré bicí, klávesy a také je hlavní skladatel hudby. Za svůj život hrál s mnoha metalovými a rockovými skupinami, odehrál několik turné po celém světě a podílel se na víc než dvaceti studiových nahrávkách. V roce 2004 natočil své první promo DVD a přestěhoval se do Anglie, kde působil v kapele Mantas (ex kytarista Venom, Jeff "Mantas" Dunn). Od roku 2006 je členem britské extrémně heavy metalové kapely Cradle of Filth a od roku 2012 progresivně heavy metalových Masterplan.
Martin působí i jako nájemný studiový a koncertní hráč a příležitostně vystupuje v rámci bubenických seminářů, kde propaguje firmy Sabian cymbals, Pearl drums, VicFirth drumsticks, Serial Drummer. V posledních letech se podepsal svým bubenickým uměním pod nahrávky kapel Symphonity, Kryptor, Sebastien a nebo brněnských Titanic.
Jako koncertní výpomoc se objevil od roku 1996 po současnost mimo jiné v kapelách Titanic, Dogma Art, Symphonity, Melancholy Pessimism, Pandemia, Equirhodont, Entrails, Monastery a nebo Galactic Industry.
Jako hudební skladatel a hráč na klávesové nástroje se kromě zmíněných Inner Fear Martin částečně podílel i na studiových nahrávkách Cradle of Filth, konkrétně na albech 'Darkly, Darkly Venus Aversa', 'Evermore Darkly', 'Manticore and The Other Horrors', 'Hammer Of The Witches' a 'Cryptoriana – The Seductiveness of Decay'. Pro alba 'Manticore and The Other Horrors', 'Hammer Of The Witches' a 'Cryptoriana – The Seductiveness of Decay' složil a nahrál veškeré klávesové a orchestrální party. Je také výhradním autorem několika skladeb z posledních tří jmenovaných desek (mimo jiné i Right Wing Of The Garden Triptych). Martin se podílel jako spoluautor několika skladeb i na albu kapely Masterplan, Novum Initium.
S kapelou Cradle of Filth od roku 2006 absolvoval všechny následující turné a mnoho samostatných koncertů či hudebních festivalů po celém světě. Je oficiálně členem kapel Cradle of Filth, Inner Fear, Lunatic Gods a brněnské heavy metalové kapely Titanic (heavy metal Brno).

## Diskografie
| Rok  | Název alba                               | Kapela            |
| ---- | ---------------------------------------- | ----------------- |
| 1996 | Animal Farm                              | Animal Farm       |
| 1996 | Pink Chubby Cigar                        | Pink Chubby Cigar |
| 1997 | Delusive Eyes                            | Inner Fear        |
| 1997 | New Hi-Tech                              | Happy Death       |
| 1997 | Defenders of the Law                     | Scharnhorst       |
| 1997 | Pilgrims of Paradise                     | Pluggulp          |
| 1999 | Altering the Technology                  | Happy Death       |
| 1999 | Face of Inner Apocalypsa                 | Inner Fear        |
| 1999 | Black Vein                               | Entrails          |
| 1999 | Serpent Seed                             | Entrails          |
| 2000 | Tribute to Master's Hammer               | Entrails          |
| 2000 | Akhu                                     | Inner Fear        |
| 2001 | Odeum of Silence                         | Inner Fear        |
| 2002 | Thanalogy                                | Inner Fear        |
| 2003 | Symbiotry                                | Inner Fear        |
| 2004 | Lost Man                                 | Galactic Industry |
| 2008 | Voice from the Silence                   | Symphonity        |
| 2008 | Godspeed on the Devil's Thunder          | Cradle of Filth   |
| 2010 | Darkly, Darkly, Venus Aversa             | Cradle of Filth   |
| 2011 | Evermore Darkly                          | Cradle of Filth   |
| 2012 | First Born Fear                          | Inner Fear        |
| 2012 | Metal Celebration Live 2011 DVD          | Titanic           |
| 2012 | The Manticore and Other Horrors          | Cradle of Filth   |
| 2013 | Best Of Fuck Off!!!                      | Kryptor           |
| 2013 | Double Time                              | Titanic           |
| 2013 | Novum Initium                            | Masterplan        |
| 2015 | Dark Chambers Of Deja-Vu                 | Sebastien         |
| 2015 | Hammer Of The Witches                    | Cradle of Filth   |
| 2015 | Keep Your Dream aLive DVD                | Masterplan        |
| 2016 | Metalovej Svatek Zive/Live 2015          | Titanic           |
| 2016 | King Of Persia                           | Symphonity        |
| 2017 | Cryptoriana – The Seductiveness of Decay | Cradle Of Filth   |
| 2018 | Turiec                                   | Lunatic Gods      |
| 2018 | Soumrak Titanu                           | Titanic           |
| 2019 | Zoigl                                    | Pacess            |
| 2020 | Soumrak Titanu Zive                      | Titanic           |
| 2021 | On                                       | Titanic           |
| 2021 | Existence Is Futile                      | Cradle Of Filth   |
| 2022 | Cäzilia                                  | Inner Fear        |
| 2023 | Double Time (10th Anniversary)           | Titanic           |
| 2023 | Trouble And Their Double Lives           | Cradle Of Filth   |
| 2023 | Vresovrenie                              | Lunatic Gods      |
| 2023 | Live in Brno 2022 (Absolutno MC)         | Pacess            |
| 2024 | Vzkriseni                                | Dogma Art         |
| 2025 | The Screaming of the Valkyries           | Cradle Of Filth   |